# Ewa Orlof
Ewa Orlof, z d. Piotrowska (ur. 14 maja 1942 w Krośnie) – polska historyk, specjalizująca się w historii powszechnej po 1918 roku; nauczycielka akademicka związana z Wyższą Szkołą Pedagogiczną w Rzeszowie, a następnie Uniwersytetem Rzeszowskim.

## Życiorys
Urodziła się w 1942 roku. Po ukończeniu kolejno szkoły podstawowej i średniej podjęła studia na kierunku historia na Uniwersytecie Jagiellońskim w Krakowie. W 1971 roku związała się zawodowo z Wyższą Szkołą Pedagogiczną w Rzeszowie. Początkowo zatrudniona była na stanowisku starszego asystenta. W 1976 roku uzyskała stopień naukowy doktora nauk humanistycznych w zakresie historii na swojej macierzystej uczelni. Wraz z nowym tytułem awansowała na stanowisko adiunkta. W 1985 roku Rada Wydziału Filozoficzno-Historycznego Uniwersytetu Jagiellońskiego nadała jej stopień naukowy doktora habilitowanego nauk humanistycznych w zakresie historii o specjalności historia najnowsza. Niedługo potem została mianowana na stanowisko docenta w rzeszowskiej uczelni pedagogicznej, a następnie po przekształceniu tej uczelni w Uniwersytet Rzeszowski na stanowisko profesora nadzwyczajnego.
Poza działalnością naukowo-dydaktyczną zaangażowała się także w działalność organizacyjną na rzeszowskiej uczelni. Przez trzy kadencje pełniła funkcję prodziekana: najpierw na Wydziale Humanistycznym (1984–1987), a następnie dwie kadencje na Wydziale Społeczno-Pedagogicznym (1987-1993). W latach 1993–1999 piastowała stanowisko prorektora ds. studenckich i toku studiów. Od 1992 do 1994 roku wchodziła w skład Komitetu Ekspertów Ministra Edukacji Narodowej (sekcja Politologii i Dziennikarstwa). Po powstaniu Uniwersytetu Rzeszowskiego była prorektorem ds. studenckich i akredytacji w latach 2002–2005 oraz 2005–2008, a także kierownikiem Studium Doktoranckiego (2000–2004). Przez wiele lat kierowała Zakładem Historii Powszechnej Najnowszej w Instytucie Historii. Obecnie pracuje w Katedrze Politologii w Zakładzie Międzynarodowych Stosunków Politycznych i Gospodarczych.
Pełni funkcję wiceprzewodniczącej Komisji Polsko-Słowackiej Polskiej Akademii Nauk oraz Słowackiej Akademii Nauk. Jest członkiem Komisji Historycznej krakowskiego oddziału Polskiej Akademii Nauk oraz członkiem Komisji Środkowoeuropejskiej i Komisji do Oceny Podręczników Szkolnych Polskiej Akademii Umiejętności.

## Dorobek naukowy i odznaczenia
Zainteresowania i dorobek naukowy Ewy Orlof można podzielić na trzy grupy tematyczne. Pierwsza z nich to historia polityczna oraz stosunków międzynarodowych Europy Środkowej ze szczególnym uwzględnieniem historii Czech i Słowacji, a także stosunków tych krajów z Polską. Druga to dzieje Polski w XX wieku, przede wszystkim historii politycznej. Częściowo także tematyka regionalna związana z dziejami miast na Podkarpaciu. Trzeci nurt to stosunki polsko-ukraińskie po powstaniu niepodległej Ukrainy. Jest autorem ponad 100 publikacji, w tym autorem i współautorem 12 książek i tekstów źródłowych. Do najważniejszych z nich należą:
- Dyplomacja polska wobec sprawy słowackiej w latach 1938–1939, Kraków 1980.
- Polska działalność polityczna, dyplomatyczna i kulturalna w Słowacji w latach 1919–1937, Rzeszów 1984.
- Orawa i Spisz w latach 1918–1920, Szczawnica 1990.
- Najnowsza historia Polski 1918–1939. Wybór tekstów źródłowych, Rzeszów 1991.
- Stosunki polsko-czesko-słowackie w latach 1918–1945, Rzeszów 1992.
- Programy partii i stronnictw politycznych w Polsce w latach 1918–1939, Rzeszów 1993.
- Myśl programowa opozycji demokratycznej w Polskiej Rzeczypospolitej Ludowej 1976–1980, Rzeszów 1993.
- Od poznania do zrozumienia. Polacy, Czesi, Słowacy w XX wieku, Rzeszów 1999.

Za swoją działalność naukową, dydaktyczną i organizacyjną otrzymała liczne nagrody i odznaczania uczelniane, resortowe i państwowe, w tym m.in.: Złoty Krzyż Zasługi (1985), Medal Komisji Edukacji Narodowej (1989) oraz Krzyż Kawalerski Orderu Odrodzenia Polski (1998).